# Église Saint-Pierre de Jouy-le-Potier
Pour les articles homonymes, voir Église Saint-Pierre.
L'église Saint-Pierre est une église catholique située à Jouy-le-Potier, en France.

## Localisation
L'église est située dans le département français du Loiret, sur la commune de Jouy-le-Potier.

## Historique
L'édifice est inscrit au titre des monuments historiques en 1935.

## Pour approfondir